# Krøyers hus

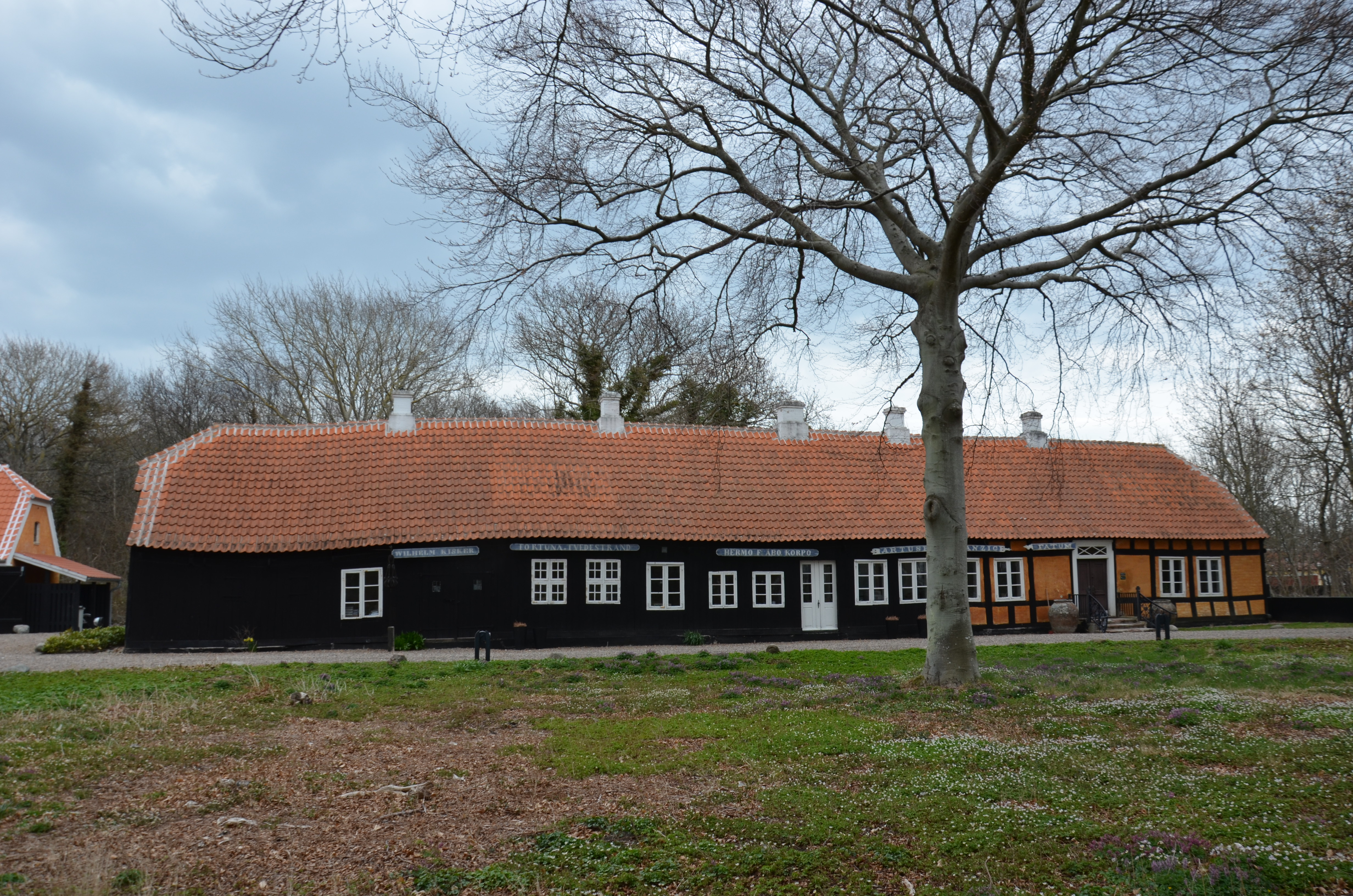
Kröyers hus, en flygel till Byfogedgården

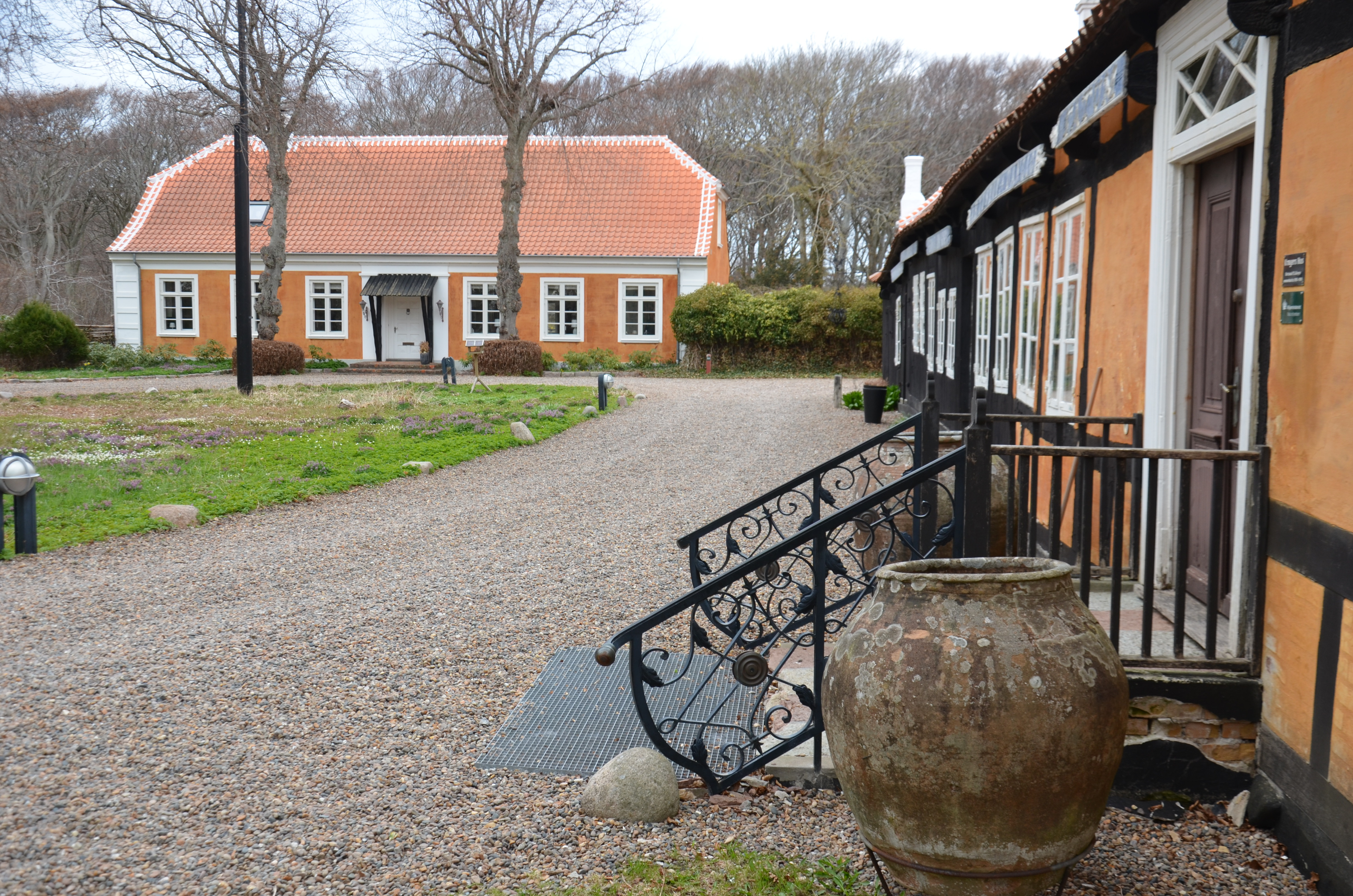
Byfogedgården, med Kröyers hus till höger

 Krøyers hus är benämningen på Peder Severin Krøyers sommarbostad i Skagen 1895-1909.
Krøyers hus är en flygel till Byfogedgården i Vesterbyn i Skagen. Marie och Peder Severin Krøyer hyrde från 1895 till Krøyers död 1909 en lägenhet i den östra längan till Byfogedgården. Efter Krøyers död öppnades i denna länga det första Skagens Museum.
Kröyers hus används idag som kontor av Miljöministeriet, Skov- og Naturstyrelsen i Vendsyssel.